# Robert Varlez
 (novembre 2018).
Robert Varlez, né le 9 octobre 1947 à Liège, est un artiste et éditeur belge spécialisé dans les collages, l'illustration et la bande dessinée expérimentale.

## Biographie
Robert Varlez naît le 9 octobre 1947 à Liège et fait ses études à l'Académie royale des beaux-arts de Liège.
En 1972, il crée l'Atelier de l'agneau, consacré à la littérature, à la poésie et aux arts visuels. Il y publie notamment la revue mensuelle 25 (ou M25) ainsi qu'un recueil de ses dessins, À main nue ici même, préfacé par Bernard Noël.
Varlez réalise également diverses bandes dessinées expérimentales, les Séquences, inspirées par la chronophotographie d'Eadweard Muybridge et les travaux de Martin Vaughn-James, ; Jérôme Lindon les publie dans la revue de création artistique Minuit de 1975 à 1979. À l'exception d'un récit de trois pages dans (À suivre) en 1978, Varlez reste cependant éloigné du milieu de la bande dessinée, ce qui fait qu'il y reste assez ignoré. Quand ses revues de prédilections disparaissent, il ne publie plus de bande dessinée et se consacre à l'édition et aux collages.
Le dessinateur L.L. de Mars, admiratif de Varlez, remet à jour son œuvre. Intéressées par ce travail d'avant-garde, les éditions The Hoochie Coochie publient une anthologie des Séquences en 2013. Varlez en profite pour reprendre un projet vieux de trente ans, HAahh !, publié l'année suivante par le même éditeur, puis un ouvrage inédit, Suit(es), chez Adverse en 2016. En 2018, La Cinquième Couche publie un recueil de ses collages.

## Œuvres
Publications dans les revues Minuit, (À suivre), M25, Turkey Comix, Turkey Magazine, etc.

### Illustration et collage
- À main nue ici même (préface de Bernard Noël), Atelier de l'agneau, coll. « Mauve », 1974.
- Olivier Lécrivain, Sans plus attendre, Éditions Commune mesure, 1975  (ISBN 2857180004).
- Joseph Orban, Entre le blue et le jean, Atelier de l'agneau, 1982.
- Jacques Izoard, Thorax, Phi, 2007  (ISBN 9782879622224).
- Collages, La Cinquième Couche, 2018  (ISBN 9782390080411).
- 1968, Adverse, 2019  (ISBN 9791095922209).

### Bande dessinée
- Séquences, The Hoochie Coochie, 2013  (ISBN 9782916049342).
- HAahh !, 2014  (ISBN 9782916049489).
- Participation à 3 no 4, The Hoochie Coochie, 2015  (ISBN 9782916049571).
- Suit(es), Adverse, 2016  (ISBN 9791095922063).
- 9 octobre 1977, Adverse, 2019  (ISBN 9791095922292).